# BABIP
BABIP（Batting Average on Balls In Play　バビップ、ビーエービーアイピー）は、1990年代末にボロス・マクラッケンが提唱した野球における成績評価項目のひとつ。日本語では「インプレー打率」と訳されるが、ここでの「インプレー」はグラウンド内に飛んだ場合を示し、実際のインプレーとはやや異なる意味を持つ。

## 概要
BABIP = (安打 - 本塁打) ÷ (打数 - 三振 - 本塁打 + 犠飛)
BABIPは「本塁打を除くグラウンド内に飛んだ打球が安打になった割合」を示し、本塁打以外の安打から本塁打、犠打以外の打球を除して算出される。投手のBABIPを見る場合、分母に犠打を加える場合もある。長期間でのBABIPの数値は投手のタイプに関わらずほぼ差がないことが証明されており、平均値（年代によって差はあるが、約.300前後を推移）を大きく外れた場合は運や味方野手の守備力が作用していると考えられる。一般に選手の好不調が実力に起因しているか否かの判断基準に用いられる事が多い。
BABIP発見の契機となったのは、1999年のグレッグ・マダックスとケビン・ミルウッドの成績であった。同じチームであり守備や球場の条件がほぼ同じでありながら、この年のマダックスは防御率が例年より悪い3.57、ミルウッドは例年より良い2.68だった。
| 年度      | マダックス 防御率 | ミルウッド 防御率 | マダックス BABIP | ミルウッド BABIP |
| --------- | ----------------- | ----------------- | ---------------- | ---------------- |
| 1998      | 2.22              | 4.08              | .262             | .309             |
| 1999      | 3.57              | 2.68              | .324             | .235             |
| 2000      | 3.00              | 4.66              | .274             | .290             |
| 1998-2000 | 2.90              | 3.76              | .286             | .276             |

この年のマダックスのBABIP .324はナ・リーグで3番目に高く、ミルウッドのBABIP .235はナ・リーグで最も低い数値であった。翌年、BABIPが.290と平均に近づいたミルウッドの防御率は4.66に悪化し、BABIPが.274だったマダックスの防御率は3.00に改善した。この例から、「インプレーになった打球がヒットになる確率は長期的に見るとどの投手でも大差がなく、投手は打球の結果をコントロールできない」という仮説が提唱された。すなわち、1999年のミルウッドの好成績は単に幸運であったためだとされた。この指標の提唱以前は「優れた投手は球種やストライクゾーンを使い分け、打たせて取るピッチングができる（優れた投手は、インプレーになった打球を高確率で凡打にすることができる）」と信じられていたため、マクラッケン自身も「この話をすると大抵『お前は頭がおかしい』という反応をいただく」という書き出しで説明を始め、セイバーメトリクスの始祖であるビル・ジェームズでさえ当初は疑った見方を持っていた。しかし研究の結果、毎シーズンの奪三振率や与四球率が比較的安定している投手であってもBABIPにはシーズンごとにばらつきがあることが判明した。後にマクラッケンは、本塁打を除くインプレー打球がアウトになるか否かは投手の責任ではないという観点に基づいて、DIPSという新しい投手評価指標を提唱した。

## BABIPの活用例
BABIPが.300を大幅に下回れば、その年は運が良かったと判断され、翌年以降成績の下落が予想される。BABIPが高ければその反対である。松坂大輔を例に挙げると、2007年は平均的なBABIP.299で防御率は4.40だったが、2008年は平均を大きく下回るBABIP.258で防御率は2.90だった。このことから、2008年の成績向上は低いBABIPに恵まれた事によるもので、BABIP（運）が平均値に戻れば2007年に近い成績になっていた可能性が高いと推測できる。翌2009年は、BABIP.380という不運にも遭い防御率5.76に終わった。
| 年度      | 防御率 | FIP  | BABIP | 平均BABIP |
| --------- | ------ | ---- | ----- | --------- |
| 2007      | 4.40   | 4.23 | .299  | .302      |
| 2008      | 2.90   | 4.03 | .258  | .297      |
| 2009      | 5.76   | 5.09 | .380  | .298      |
| 2010      | 4.69   | 4.05 | .284  | .291      |
| 2007-2010 | 4.18   | 4.21 | .293  | .297      |

BABIPは不安定なため、好成績でもBABIPが.300を大きく下回っていた場合は次年度も同様の成績を維持する事が難しいとされている。逆に成績が悪くてもBABIPが.300を大きく上回っていれば次年度の成績が向上する可能性が高いと予想できる。2008-2009シーズンにおける松坂の様に投球内容自体が変化している場合もあるため、BABIPのみを判断基準にするよりもDIPS等と合わせて見るのが好ましい。

## BABIPの注意点
BABIPは運の要素が大きいが、前述の通りその全てが運であるとは限らない。特に打者のBABIPは比較的能力が反映されやすい。
また、BABIPは運の要素が最も大きいが、その全てが運ではない。BABIPに関する要素の内訳は運が44%、投球能力が28%、守備力が17%、球場が11%とされている。

### 打者
イチローや青木宣親など一塁までの到達速度が速い選手は通常の打者なら凡打になるような打球が内野安打になるため、通常よりも高いBABIPを記録しやすい。また、打球方向が偏っている打者は守備側にブードロー・シフト（野手を一方向に集めるシフト）を敷かれる事でBABIPが下がる場合がある。例えばマーク・テシェイラは打球の半分以上が引っ張り方向で逆方向の安打が少ないプルヒッターだが、2009年まで.300前後で推移していたBABIPが2010年以降はシフトを徹底されたため.250前後に低下した。このように打者のBABIPは投手よりも選手ごとの差が出やすいため、リーグ平均よりも選手自身の平均を基準として考えるのが適切である。
| 年度      | 両打席 | 右打席 | 左打席 |
| --------- | ------ | ------ | ------ |
| 2003-2009 | .338   | .384   | .317   |
| 2010-2013 | .274   | .281   | .271   |
| 通算      | .318   | .351   | .303   |

### 投手
打者ほどの差が出ないが、投手にもある程度の傾向は存在する。MLBでは内野フライを含むフライはゴロよりアウトになりやすいため、フライ率の高いフライボールピッチャーはBABIPが低くなりやすい。逆にゴロ率が高いグラウンドボールピッチャーはBABIPが高くなりやすいが、ゴロ率が60%に迫る水準の投手はゴロのBABIPが低くなりやすい傾向があるとされる。近年で代表的なグラウンドボールピッチャーであるティム・ハドソンやブランドン・ウェブ等はそれぞれ通算BABIPが.279、.286と低めである。
ただし、NPBでは打球の割合やフライのBABIPがMLBと異なるため、必ずしも当てはまるとは限らない。
また、カルロス・シルバやシドニー・ポンソンなどボールに力のない投手は高いBABIPを記録していることが指摘されており、それぞれ通算BABIPは.313、.311である。
2000年代後半の北海道日本ハムファイターズのように投手のBABIPが例年低い球団や、逆に東北楽天ゴールデンイーグルスのように投手のBABIPが例年.310を越えている球団もあり、野手の守備力や球場の特性がBABIPの値に影響を与えることもある。また、単純に実力不足の投手はその実力に起因して高いBABIPを記録する。
NPBでは投手が投げたストレートはコースによってBABIPに差が出る事が判っている。特にストライクゾーンの真ん中付近は3割を大きく超えるため、失投は高いBABIPに繋がり易い。

### xBABIP
2007年のメジャーリーグではフライ、ゴロ、ライナーのBABIPはそれぞれ.15、.24、.73である。このように打球性質によってBABIPの傾向は異なるため、各打球の割合に前述のBABIPをかけることで守備に依存しないBABIPの期待値を求められる。この期待値をexpected BABIP(xBABIP)と呼ぶ。算出にはBatted Ballデータが必要なので個人で算出するのは難しい。
- xBABIP = フライ割合×平均フライBABIP + ゴロ割合×平均ゴロBABIP + ライナー割合×平均ライナーBABIP